# Parinacota (Ort)
Koordinaten: 18° 12′ S, 69° 16′ W

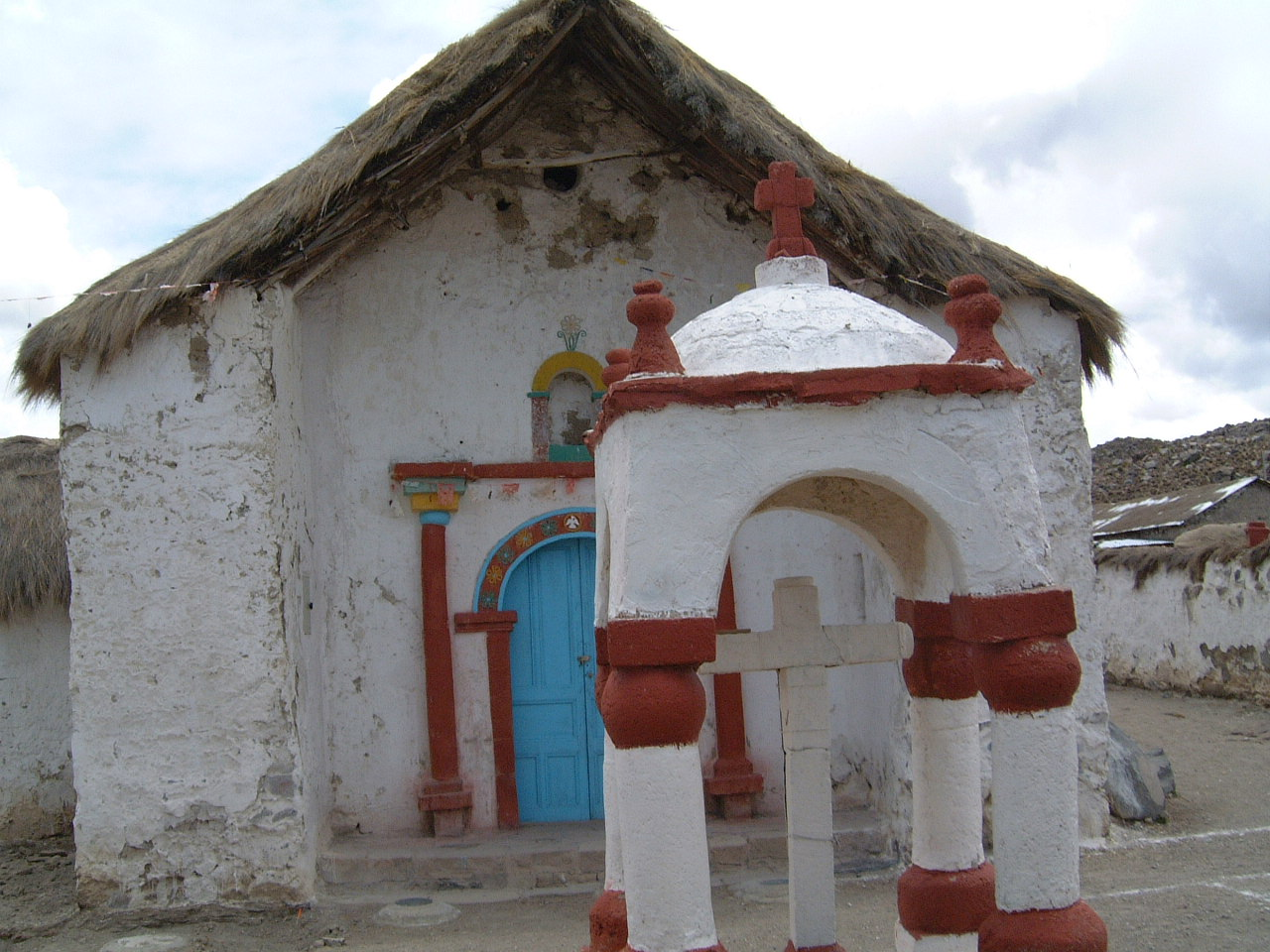
Kirche in Parinacota

Parinacota ist ein kleines Dorf in der Region de Arica y Parinacota in Chile.

## Lage
Es befindet sich auf dem Hochplateau auf 4.400 m Höhe im Lauca-Nationalpark in der Nähe von der Kleinstadt Putre und zählt 29 Einwohner. Die Region gewann an Bedeutung durch den Abbau von lithiumhaltigem Salz im Salar de Surire.

## Kirche
Die Kirche wurde im 17. Jahrhundert in der Form eines zentralen Schiffes mit zwei seitlichen Kapellen gebaut. Die Mauern aus Steinen und Lehm werden durch äußere mörtellose Bögen aus Steinen gestützt. Der Boden besteht aus Backsteinen mit einem Mittelstreifen aus grauen Steinen. Ursprünglich war kein Chor vorhanden. Ein solches ohne Geländer wurde nachträglich gebaut, wobei eines der interessantesten Fresken der Umgebung, das „Jüngste Gericht“, dabei zerstört wurde. Der Innenhof wird von einer Lehmmauer umgeben, auf der sich zahlreiche Figuren aus rotem Stein befinden: ein Bischof, Lilien, Phalli und andere. Der viereckige Turm wurde 1789 wieder aufgebaut und mit weißem Kalk getüncht.
Bemerkenswert sind die Fresken im Innenraum, die mit Wasserfarben auf den verputzten Wänden von Indios im andinischen Barockstil des 17. Jahrhunderts gemalt wurden. Das „Jüngste Gericht“ suggeriert, dass nur Frauen verurteilt werden. Der Erzengel St. Michael wiegt sie nackt auf einer Waage und es gibt Wege, um in das Fegefeuer zu gehen, über Wolken in den Himmel zu steigen, sowie Treppen zum Maul eines Drachen, durch den man in die Hölle geht, die mit Foltereinrichtungen ausgestattet ist. Die verurteilten Frauen werden zu Fuß, an den Haaren gezogen oder auf allen vieren als Reittier von Dämonen gezwungen, fortzuschreiten. Eine von ihnen leitet die Gehilfen des Bösen mit einem breiten Lächeln, ohne zu wissen, was sie erwartet. Irgendwo plaudern sorglos ein Spanier und ein Mestize mit dem Teufel mit weiblichem Gesicht, scheinbar immun gegen die Höllenzüchtigungen dank ihres männlichen Geschlechtes.

## Bildergalerie

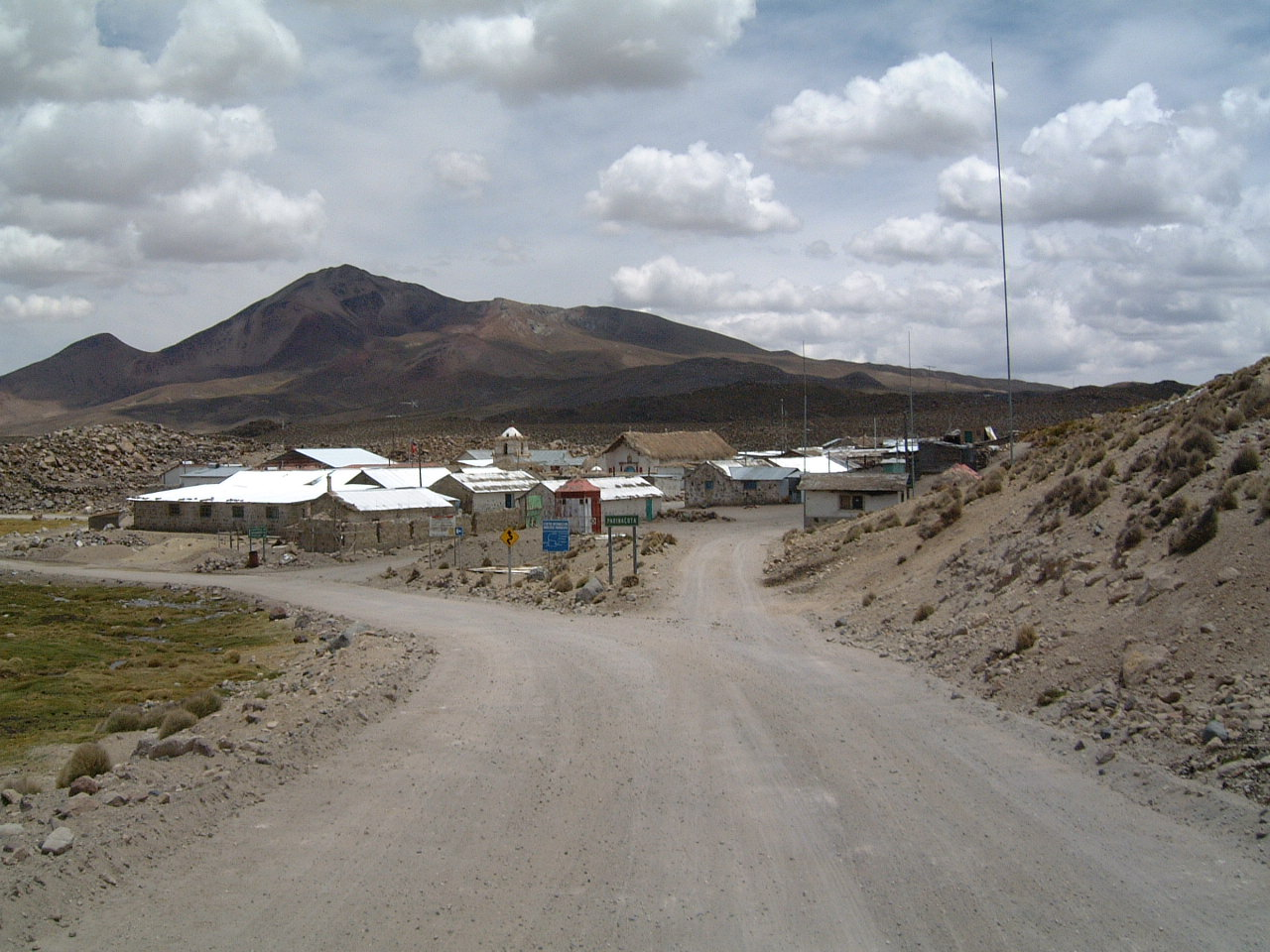
Dorfeingang
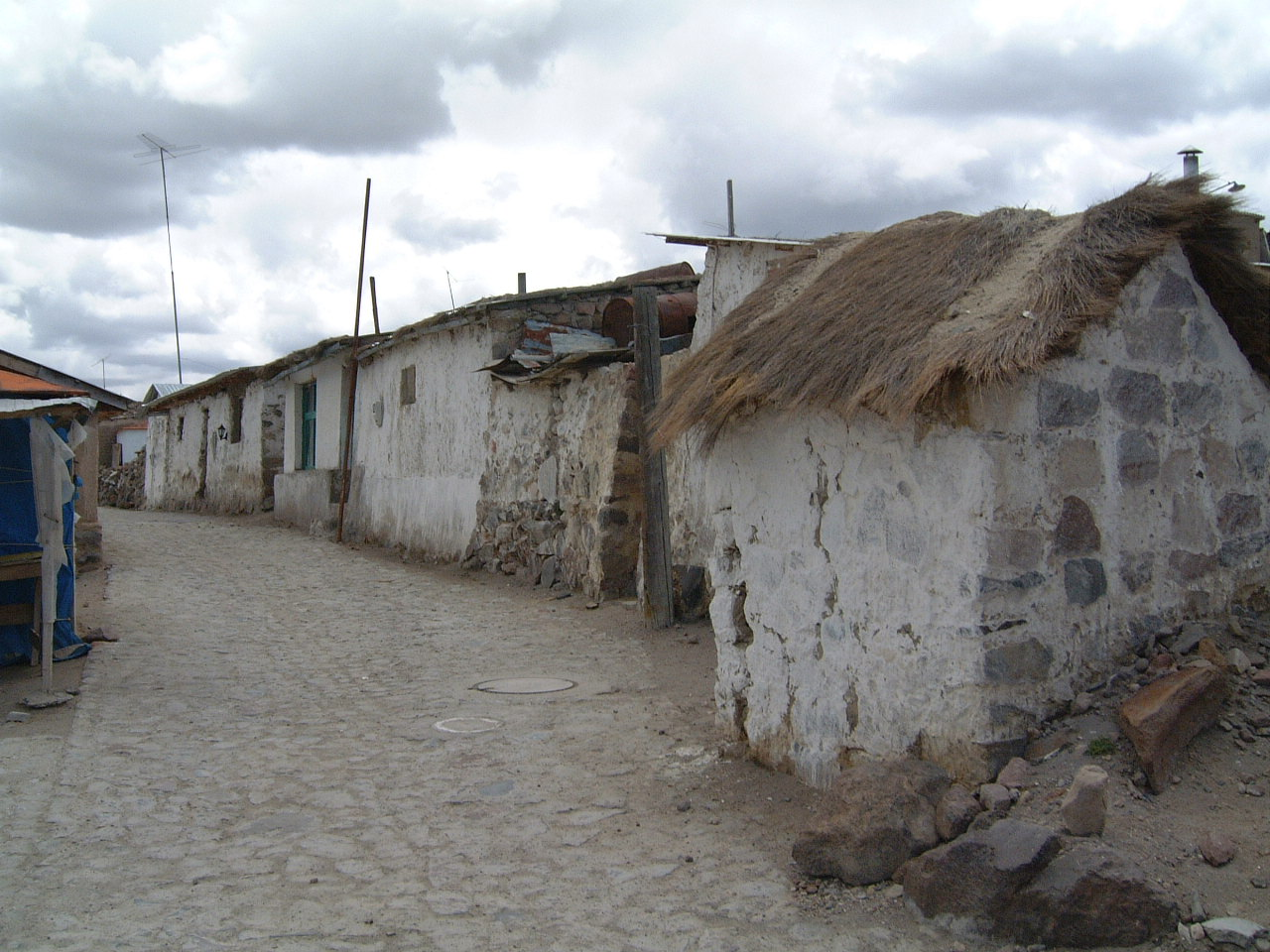
Eine Straße
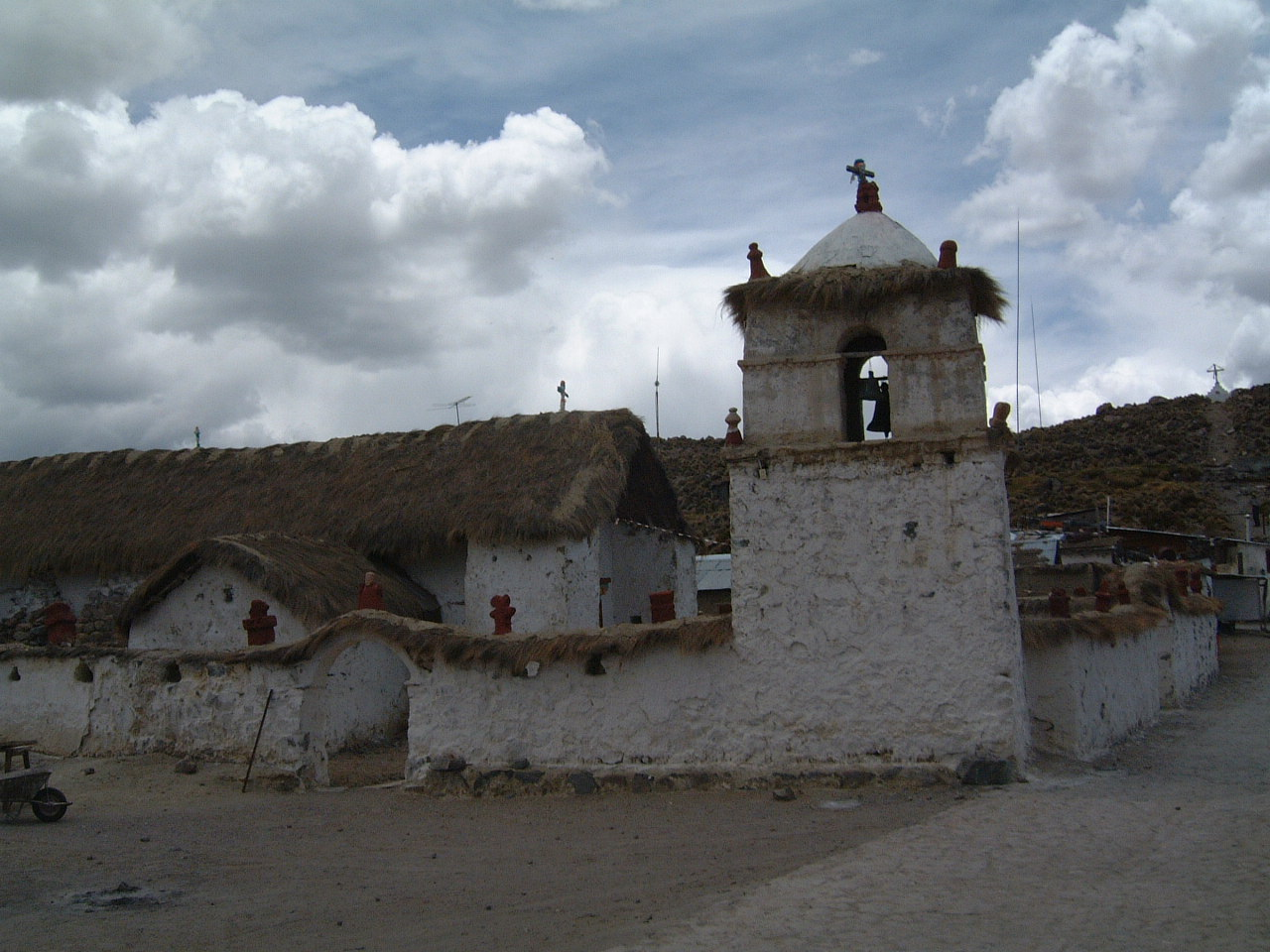
Die Kirche mit Turm
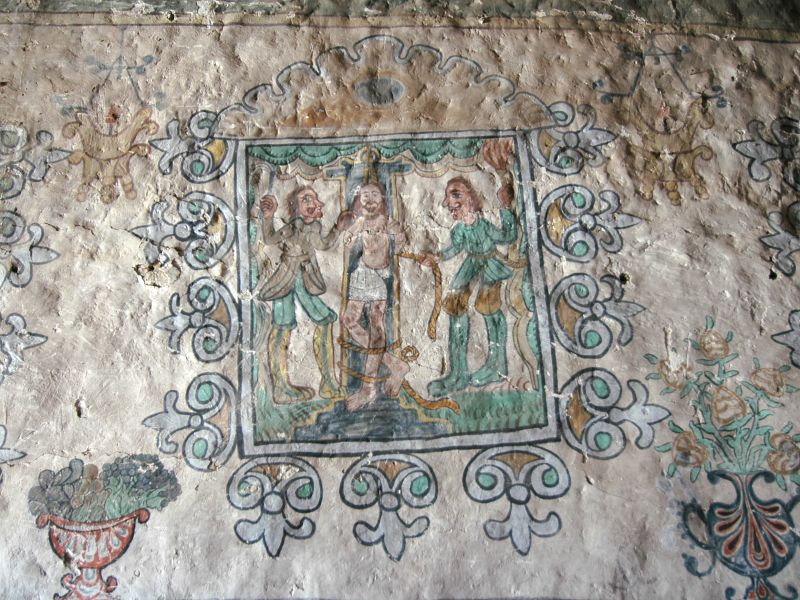
Fresko im Kircheninnern: Kreuzigung Jesus’ durch die Conquistadores